# Will H. Hays
Will H. Hays (właśc. William Harrison Hays Sr.; ur. 5 listopada 1879 w Sullivan, zm. 7 marca 1954 tamże) – amerykański polityk. Od 1918 do 1921 był przewodniczącym Komitetu Narodowego Republikanów (RNC). Od jego nazwiska pochodzi nazwa kodeks Haysa.

## Wyróżnienia
Posiada swoją gwiazdę na Hollywoodzkiej Alei Gwiazd.